# Prepozytura łysogórska w Wąwolnicy
Wąwolnica – gród, potem miasto, notowane w dokumentach historycznych od 1325, 1374, Wanwelnicza 1377. Miasto już przed 1374. Utraciła prawa miejskie w 1870, a odzyskała w 2025. Położona 5 km na zachód od Nałęczowa, nad rzeką Bystrą, około 75 km na półn.-wschód od klasztoru świętokrzyskiego.

Położenie historyczne wsi: w roku 1423 powiat wąwolnicki następnie lubelski i kazimierski. Parafia własna.

## Etymologia
Wawelnica oznaczała pierwotnie miejsce położone wśród wody, mokradeł. Obecna pisownia Wąwolnica ukształtowała się od roku 1661.

## Początki osadnictwa
Ślady osadnictwa na tym terenie w tym wczesnośredniowieczne grodzisko VIII-XIII w. stwierdzono w trakcie badań archeologicznych i powierzchniowych AZP.
Badania prowadzone nad siecią osadniczą na obszarze archidiakonatu i kasztelanii lubelskiej stawiają hipotezę, że Wąwolnica była jednym z trzech najstarszych (być może najstarszym) ośrodków parafialnych obok Kazimierza Dolnego i Kurowa . Powstanie parafii datowane jest na okres XI – I połowy XII wieku, na co wskazuje między innymi jej wezwanie św. Wojciecha, którego kult miał apogeum w tym właśnie czasie.
W XII wieku, kiedy w Lublinie powstaje gród kasztelański i siedziba archidiakonatu, Wąwolnica jest już zapewne ośrodkiem grodowym w sposób znaczący związanym z własnością benedyktynów sieciechowskich .
Przykładem jest Dzewcza Góra (obecnie Zgórzyńskie), którą Henryk Sandomierski darował klasztorowi sieciechowskiemu po objęciu dzielnicy sandomierskiej, a więc po 1146, a przed 1166 r., kiedy to zmarł. Jeszcze przed rokiem 1252 mają benedyktyni drugą wieś Opatki (obecnie Łopatki).
Najstarsze osady grodowe w Polsce bardzo często obsługiwane byty przez benedyktynów, być może więc i w Wąwolnicy pierwsi duszpasterze wywodzili się z tego zakonu. Taka tradycja utrzymywała się w środowisku benedyktyńskim, czego świadectwem są zapiski w przechowywanym w klasztorze św. Krzyża na Łysej Górze rękopisie pochodzącym z późniejszych wieków, ale obrazującym taką tradycję.

## Legenda
Podanie miejscowe głosi, jakoby Krakus po wzniesieniu grodu na Wawelu, przybył tu Wisłą i założywszy na wzgórzu oblanym wodą gród, nazwał go Wawelnicą. Prawdą, jaka się mieści w tej tradycji, jest małopolskie pochodzenie pierwotnych kolonistów tych stron i wczesnego założenia grodu dla osłony tych odległych kresów państwa piastowskiego. Osadziły się tu rody Toporczyków, Gryfitów i Awdańców . Przy grodzie osadzono w okolicy milicję grodową – wieś Strzelce, oraz inne wsie służebne drobnej szlachty Zawada, Bronice, dalej nieco położona Kowala.
Wkrótce potem, a może i współcześnie do roku 1270, a przed 1325, osadzono w grodzie benedyktynów sprowadzonych z klasztoru Świętokrzyskiego. Przy grodzie założyli oni kościołek pod wezwaniem św. Marii Magdaleny.

## Kalendarium wydarzeń
Według Długosza miasto nad rzeką tej samej nazwy (Jan Długosz L.B. t. III s. 255).
W roku 1370 Kazimierz Wielki otoczył murami Wąwolnicę, stało się to jeszcze przed nadaniem praw miejskich.

Powstanie dróg i szlaków komunikacyjnych międzygrodowych.
- 1349 Kazimierz Wielki ustanawia drogę dla kupców z Torunia przez Kazimierz Dolny, Wąwolnicę do Lublina[9]
- 1377 znana była droga do Lublina[10]
- 1448 znana była droga do Stoczka[11]
- 1515 znany był szlak z Krakowa przez Wąwolnicę na Litwę[12]
- 1477 przed miastem dwór Jana Kazimierskiego oficjała lubelskiego.
- 1557 pożar miasta – po pożarze przeniesiono Wąwolnicę na obecne miejsce[12]
- 1564 mostowe na drodze z Poznania do Lublina przywłaszczone przez tenutariusza[13]

Miasto stanowi własność królewską w tenucie kazimierskiej
- 1374 królowa (regentka) Elżbieta zakazuje pobierania ceł i myt od mieszczan z Wąwolnicy w całym Królestwie, od których byli wolni za panowania jej brata Kazimierza Wielkiego[14]
- 1409 Władysław Jagiełło zezwala na odbywanie w Wąwolnicy targów w każdy wtorek[15] – Co oznacza uznanie istniejących i dodanie nowych przywilejów.
- 1451–1452 tenutariuszką została Elżbieta wdowa po Warszu kasztelanie lubelskim i tenutariuszu kazimierskim[16]
- 1454 Grot z Ostrowa tenutariusz kazimierski odstępuje ww. Elżbiecie Wielki Młyn pod Wąwolnicą w zamian za 200 korcy żyta, lub mąki rocznie[17].
- 1462–1469 tenutariuszem był Mikołaj Kazimierski z Ostrowa[18]
- 1470–1480 miasto miało wówczas 10 1/2 łanów miejskich 75 łanów podmiejskich (Jan Długosz L.B. t. III s. 255).
- 1426 znany był Kiełcz z Wąwolnicy[19]
- 1449 znany był Mikołaj Pul łaziebnik z Wąwolnicy[20]
- 1453 szlachetny Bartosz z Pakosławia (powiat radomski) alias z Wąwolnicy[21]
- 1463 Jadwiga dziedziczka z Węglna, żona Stanisława krawca z Wąwolnicy[22]
- 1466 znana jest szlachetna Jadwiga siostra Stanisława Rarożka z Niezabitowa, żona Jana Biesa z Wąwolnicy[23]
- 1470–1480 Długosz wymienia 75 łanów na przedmieściu (Jan Długosz L.B. II 568).
  - Przedmieszczanie Wąwolniccy według Długosza:

1445–1448 szlachetny Jan Głogowiec
1449 Piotr Kot, siostrzeniec szlachetnego Imrama z Drzewc
1454 Andrzej Rybka
1458–1462 Wojciech Wróbel
- 1414 wójtostwo w posiadaniu Chwalisława z Jaszczowa[28]
- 1417 Klemens były wójt z Wąwolnicy[29][30]
- 1429 Michał wójt w Wawolnicy[31]
- 1448 Kazimierz Jagiellończyk przenosi Wąwolnicę na prawo magdeburskie[32]
- 1470–1480 do wójtostwa należy wieś Wojszyn (Jan Długosz L.B. III 72).
- 1518 Zygmunt I nadaje stację w Wąwolnicy Mikołajowi Firlejowi z Dąbrowicy [tenut. kazimierskiemu] na okres 2 lat[33].
- 1531–1453 wymiar pobieranego szosu 7 grzywien. Młyn o 2 kołach (Rejestr Poborowy).
- 1557 gwałtowny pożar strawił gruntownie Wąwolnicę. Odbudowę miasta przeniesiono na nowy teren, poświadczający tę translację dokument królewski mówi o niedogodnej lokalizacji dawnego miasta ze względu na szczupły i nie sprzyjający regularnej zabudowie teren.

Król polecił Janowi Firlejowi, dzierżawcy starostwa, odbudowanie miasta na innym miejscu i uwolnił mieszkańców na lat 6 od podatków i ceł.
Miasto nie podniosło się do dawnej świetności. Zapewne straty po pożarze, a także rozwój Kazimierza i Lublina przyczynił się do tego stanu.
- 1564 w Wąwolnicy było 112 1/2 łanów dawnych miejskich i przedmiejskich[34]
- 1569 Według registru poborowego z r 1569 miasto nie dało wcale szosu.
- 1676 z rejestrów podatkowych wiadomo że pogłówne płaci Gałęzowski od 79 mieszczan.
- 1764 Istnieje Wąwolnickie starostwo niegrodowe, podług lustracji z r. 1764, składało się z miasta Wąwolnicy i z wsi: Charz, Mareczki, Bartłomiejowice i Zawada. W 1771 r. posiadał je Stanisław Małachowski, wraz z żoną, Marią, z Potockich, którzy opłacali kwarty złotych polskich 1687 groszy 21, a hiberny zł polskich 441 groszy 17. Przez pewien czas posiadała je też królowa Bona.
- 1827 było w mieście 141 domów,1132 mieszkańców.
- 1857 było w Wąwolnicy 145 domów w tym 6 murowanych, 1426 mieszkańców w tym 404 żydów. Dochody miasta wynosiły w 1857 r. 1160 rubli srebrnych 69 kopiejek[7].
- Około roku 1860 przechowywało się w archiwum miejskim w Wąwolnicy 36 sztuk oryginalnych przywilejów i potwierdzeń, poczynając od r. 1374. Z dawniejszego kościoła św. Maryi Magdaleny pozostały tylko ruiny. Istniał on do r. 1849. Kościół parafialny, pw. św. Wojciecha, z kamienia wzniesiony, zatracił cechy pierwotne wskutek przerobień. Znajduje się w nim obraz Narodzenia Matki Boskiej, pochodzący z dawniejszego kościoła.
- 1870 Utrata praw miejskich patrz Miejscowości w Polsce pozbawione praw miejskich
- 1883 osada miała 115 domów 1693 mieszkańców.
- Benedyktyni posiadali prawo patronatu do 1819 r.[7]

## Prepozytura łysogórska
Wcześniej miasto z parafią własną od 1458 r. kościół pod patronatem klasztoru świętokrzyskiego, od 1471 r. prepozytura klasztoru. Początkowo dziesięcina należy do plebana Wąwolnicy.
1458 Kazimierz Jagiellończyk ze względu na małe uposażenie, które nie wystarcza na utrzymanie coraz liczniejszego konwentu, przekazuje mu prawo patronatu i prezenty nad kościołem parafialnym w mieście Wąwolnicy, pozwala, aby zarządzał nim jeden z benedyktynów, a opat dysponował jego dochodami, w zamian zobowiązując zakonników do odprawiania w jego intencji 1 mszy tygodniowo
- 1458–1492 Kazimierz Jagiellończyk na własny koszt każe połączyć sklepiony murowany chór większy w kaplicy zbudowanej w kościele wąwolnickim przez Kazimierza Wielkiego z 2 kaplicami usytuowanymi w środkowej części po jego obu bokach[36]
- 1461 ustanowiono rektora szkoły w Wąwolnicy[37]
- 1470 (około tego roku) Andrzej ze Słupi OSB, występuje jako wikary lub prepozyt wąwolnicki.
- 1470–1480 Długosz opisuje kościół ś. Wojciecha na przedmieściu jako, murowany, fundowany przez Kazimierza Wielkiego inkorporowany do klasztoru świętokrzyskiego, filialny do murowanego kościoła ś. Marii Magdaleny w mieście. Prepozyt ma własne role i łąki oraz wieś Górę. Bierze dziesięcinę z 11,5 łanów mieszczan wartości do 10 lub do 20 grzywien z 75 łanów na przedmieściach Wąwolnicy przed bramą i na górze wartości do 50 grzywien, z wsi Bartłomiejowice, Bronice, Buchałowice, Celejów, Charz, Drzewce, Karmanowice, Kraczewice (dziś Kraczewice Prywatne i Kraczewice Rządowe), Niebrzegów, Piotrowice, Rąblów, Rogalów, Zawada [lub.], oraz tylko snopową z przedmieścia Sandomierza w kierunku Zawichostu o łącznej wartości 168-200 grzywien.

Okolice zamieszkuje szlachta małopolska, przeważnie (Okszyce, Szreniawici, Jastrzębczyki, Rawici, Prusowie).
Okręg parafialny: Wąwolnica, Bartłomiejowice, Bieliny, Bronice, Buchałowice, Celejów, Charz, Drzewce, Karmanowice, Kowala, Kraczewice, Łopatki, Niebrzegów, Niezabitów, Piotrowice, Rąblów, Rogalów, Wola Kowalska, Zawada (Jan Długosz L.B.t.II s. 545, 568-570 t. III 244, 247-249, 253-257, 269)
- 1471 papież Paweł II, przychylając się do sugestii Kazimierza Jagiellończyka i próśb opata klasztoru świętokrzyskiego oraz biorąc pod uwagę zbyt szczupłe dochody opactwa, inkorporuje doń kościół parafialny w Wąwolnicy wraz z całym uposażeniem, oddając zarząd parafii zakonnikom klasztoru, a wykonanie powyższego zlecając opatowi koprzywnickiemu[38]
- 1472 Mikołaj opat koprzywnicki, wykonując wymieniony mandat papieski poleca opatowi klasztoru świętokrzyskiego wyznaczyć jednego z zakonników na administratora parafii[38]
- 1472 ma miejsce erekcja bractwa Literackiego NMP w Wąwolnicy[39]
- ok. 1473–1474 wikary Mikołaj z Wielkiego Koźmina, mnich świętokrzyski[40]
- po 1482-przed 1505 prepozytem był Jan z Szydłowa, mnich świętokrzyski, późniejszy opat, znany kaznodzieja, zapraszany przez radę miejską do głoszenia kazań także w Lublinie[41]
- 1483 Kazimierz Jagiellończyk zezwala bratu Janowi bpowi chełmińskiemu i Mikołajowi z Ostrowa [tenutariuszowi kazimierskiemu] zapisać 6 grzywien czynszu z dóbr Kazimierz i Wąwolnica na rzecz ołtarza w Wąwolnicy[42]
- 1492 Stanisław z Wojczyc kanonik i oficjał sandomierski jako sędzia polubowny w sporze biskupa krakowskiego z plebanem Wąwolnickim przysądza plebanowi wszystkie dziesięciny w Pankracowicach obecnie Kraczewice – (Kraczewice Prywatne, Kraczewice Rządowe), także z nowizn uprawianych przez kmieci Marka, Marcina Cudosza i Grzegorza Długosza zwanych „Wolaninowie”[43]
- 1492 kardynał Fryderyk Jagiellończyk zatwierdza wyrok Stanisława z Wojczyc doktora dekretów, kanonika i oficjała sandomierskiego, przysądzający opatowi Maciejowi i konwentowi świętokrzyskiemu [tzn. prepozyturze wąwolnickiej] dziesięciny snopowe z wsi Pankraczowice, Wolica, Zaszczytów i z 1 łana w Godowie przeciw roszczeniom biskupa krakowskiego[44]
- 1492–1493 tenże na prośbę opata świętokrzyskiego Macieja z Pyzdr potwierdza przynależność dziesięcin wąwolnickich do klasztoru świętokrzyskiego[45]
- do 1516 prepozytem był Klemens z Oliszowy, późniejszy opat OSB (ib. 60);
- 1519 prepozytem był Marcin OSB[46]
- 1521 wspomniany jest dom prepozyta wąwolnickiego w Wąwolnicy (ib. 1888).
- 1529 prepozytem był Klemens OSB, do którego należą dziesięciny z miasta Wąwolnica, przedmieść za bramą i na górze, z folwarkiem Kębło wartości 12 grzywien oraz z wsi: Bartłomiejowice, Bochotnica Kościelna, Bronice, Charz, Drzewce, Kraczewice, Łopatki, Niezabitów, Rogalów, Wolica, o łącznej wartości wraz z kolędą ok. 68 grzywien wspomniany rektor szkoły[47]
- 1531 okręg parafialny jak w latach 1470-1480 plus Cząstowice[48]
- 1546 prepozytem był Paweł OSB[49]
- 1565 prepozytem był Andrzej [OSB?] (ib. 1897);
- 1565 okręg parafialny: Wąwolnica, Buchałowice, Celejów, Drzewce, Karmanowice, Kowala, Kraczewice, Rąblów, Wronów, Zawada[50]
- 1572 prepozytem był Stanisław OSB[51]
- 1586 prepozytem był Paweł OSB (ib. 1910);
- 1596–1598 nadawstwo króla, ale „za wizyty Padniewskiego nadawstwo należało do opata Benedyktyńskiego na Łysej Górze, który tu także z drugim zakonnikiem mieszkał”[52]
- 1601 nieobecny był podczas wizytacji prepozyt Marcin Jaworski OSB, wikarym jest Sebastian OSB[53]
- 1603 prepozytem był Marcin Jaworski OSB i 3 duchownych, uposażenie ziemią, 3 ogrody, 2 poddanych, dziesięciny z 11 wsi, kolęda wartości 4 grzywien Bractwo Miłosierdzia erygowane przez prepozyta K. Jaworskiego[54][55]
- 1617 prepozytem był Wojciech Ruffin OSB utrzymuje 2 duchownych, ma konkubinę, odprawia 2 msze, jutrznię z primą i nieszpory, według starego zwyczaju w dni świąteczne odprawia nabożeństwo w kościele ś. Marii Magdaleny w Wąwolnicy[56]
- 1626 okręg parafialny: Wąwolnica, Bronice, Buchałowice, Celejów, Drzewce, Karmanowice, Kowala, Kraczewice, Łopatki, Niezabitów, Piotrowice, Rąblów, Strzelce, Wólka Niezabitowska, Zawada[57]
- 1638 Tomasz Oborski biskup laodyjski i sufragan krakowski zaświadcza, że poświęcił kościół w Wąwolnicy pw. ś. Wojciecha z 4 ołtarzami, konsekrowany już niegdyś przez bpa Waleriana Lubienieckiego[58]
- 1646 biskup Piotr Gembicki potwierdza inkorporację parafii wąwolnickiej do klasztoru świętokrzyskiego[59]
- 1650 prepozytem był Stanisław Glitowski OSB[60]
- 1650, 1678 do 1721 prepozyt i 2 duchownych[61]
- 1661 prepozytem był Emeryk Ogonowski OSB[62]
- 1662–1682 prepozytem był Jan Drzewicki, przeor klasztoru świętokrzyski[63]
- 1675 opisany murowany kościół parafialny ś. Wojciecha, konsekrowany, z 2 celami po obu stronach, patronat i kollacja należą do klasztoru świętokrzyskiego, 5 ołtarzy: wielki śś. Wojciecha, Maura i Placyda, w kaplicy ś. Krzyża – ś. Krzyża, ś. Anny, śś. Benedykta i Scholastyki, w kaplicy NMP – NMP, tu bractwo Literackie NMP. Prep. Marcin Kwiatkiewicz OSB, dziesięcina jak w podaje Długosz i Liber Retaxationum.

Kaplica ś. Marii Magdaleny w Wąwolnicy, murowana, pierwotna siedziba parafii, obsługiwana przez wikarych, kaplica Zwiastowania NMP w Kęble, miejsce pielgrzymkowe
- 1676 okręg parafialny: Wąwolnica, Bartłomiejowice, Bronice, Buchałowice, Celejów, Charz, Chruszczów, Drzewce, Karmanowice, Kębło, Kowala, Kraczewice, Łopatki, Mareczki, Niezabitów, Piotrowice, Rąblów, Wólka Niezabitowska, Zawada (Pawiński 45a-7a);
- 1689 zmarł Andrzej Szeligowski OSB herbu Nowina, prepozyt Wąwolnicy i koadiutor Hieronima Komornickiego opata świętokrzyskiego[65]
- 1697 opat elekt świętokrzyski Stanisław Mirecki otrzymuje jako uposażenie między innymi prepozyturę wąwolnicką (ib. 146);
- 1700 ma miejsce założenie bractwa Różańcowego NMP i Imienia Chrystusa[66][55]
- 1700 następuje przeniesienie figury Matki Boskiej z Kębła do kościoła parafialnego w Wąwolnicy[67]
- 1705 prepozytem był Stanisław Mirecki, opat elekt świętokrzyski[60]
- 1721 murowany kościół par. ś. Wojciecha w kształcie krzyża, konsekrowany, 5 ołtarzy: ś. Wojciecha, ś. Benedykta, NMP, ś. Anny, ś. Krzyża, patronat i kollacja należą do opata i konwentu świętokrzyskiego.

Prepozytem był Marcin Kiciński OSB, instytuowany w 1717 r., 2 wikarych OSB, poza tym organista, kantor, 2 trębaczy, rektor szkoły. Szpital, zniszczona kaplica w mieście, niegdyś kościół macierzysty, kaplica Zwiastowania NMP w Kęble, drewniana, malowana. Okręg par.: Wąwolnica, Buchałowice, Bronice, Chruszczów, Drzewce, Karmanowice, Kowala, Kraczewice – (Kraczewice Prywatne, Kraczewice Rządowe), Łopatki, Piotrowice, łącznie 1441 dusz, ok. 100 szlachty (AV XX 434-445);
- 1742–1745 prepozytem był Jacek Jabłoński OSB[68]
- 1748 murowany kościół parafialny ś. Wojciecha, konsekrowany, z dwiema kaplicami, patronat i kollacja należą do klasztoru świętokrzyskiego.

Prepozytem był Karol Szadurski OSB dr teologii, instytuowany w 1745 r., jest już trzeci raz prepozytem Wąwolnickim, z nim 2 wikarych, Romuald Czeladziński OSB i Andrzej Krzekolowski OSB, z których jeden jest promotorem bractwa Różańcowego. Organistą był Marcin Łuszczowski, kantorem Antoni Smakowski jest też rektorem szkoły, zakrystian Maciej Lipczycki.
Szkoła bez oddzielnego budynku, szpital, którego fundacja upadła, a ubogich utrzymuje prepozyt.
Są 4 kaplice: murowana w m. Wąwolnicy bez indultu, drewniana na polu koło folwarku Kębło, w której zakazano nabożeństw, i 2 prywatne wojewody sandomierskiego Tarły w Kowali i Celejowie. Dochód prepozytury wynosi 2204 zł.
Okręg parafialny: Wąwolnica, Bartłomiejowice, Bronice, Buchałowice, Celejów, Charz, Chruszczów, Drzewce, Karmanowice, Kowala, Kraczewice, Łopatki, Mareczki, Niezabitów, Piotrowice, Rąblów, Rogalów, Zawada, łącznie 1607 osób
- przed 1768 prepozytem był Bernard Miodo OSB[70]
- 1781 prepozyt, 1 wikary, będący też promotorem bractwa Różańcowego i kaznodzieją, 2 osoby służby kościelnej: zakrystian, pełniący też obowiązki kantora, i organista.

Murowana kaplica ś. Marii Magdaleny w mieście, w której niegdyś odprawiano msze co tydzień, obecnie raz w miesiącu i w każde Suche Dni, brak szkoły, szpitala. Dochód prepozytury wynosi 2648 zł
- 1786 miało miejsce założenie bractwa Miłosierdzia[55]
- 1787 okręg parafialny: jak w 1676 r., ale bez Kębła i Wólki Niezabitowskiej, liczy 3010 mieszkańców, w tym 220 Żydów (Spis I 447-448; II 169);
- 1800 w parafii był prepozyt i wikary, 2 osoby służby kościelnej: zakrystian i organista. Na terenie parafii kaplica publiczna ś. Marii Magdaleny i drewniana w Kraczewicach. Szkoła bez budynku, kierownik szkoły, 2 szpitale, 2 cechy, szewców i tkaczy, bractwo Różańcowe. Dochód prepozytury wynosi 1547 zł[73]
- 1819 prepozytem był Izydor Grylewicz OSB[74]

## Znani w średniowieczu
- 1399 Eliasz z Wąwolnicy mistrz artium uniwersytetu praskiego (średniowieczny tytuł naukowy jaki uczeń uzyskiwał po przestudiowaniu siedmiu sztuk wyzwolonych),

1409 bakałarz teologii i rektor Uniwersytetu Krakowskiego,
1411 dziekan sandomierski zmarł po 1446 (Polski Słownik Biograficzny t. VI s. 232-233).

## Studenci Uniwersytetu Krakowskiego
- 1402 Wacław syn Jaśkona[75].
- 1407 Stanisław (ib. 25).

## Parafia Wąwolnicka według Długosza
| Parafia /wezwanie                | Nazwa współczesna | Nazwa w dokumentach źródłowych                                         | Dokument źródłowy        |
| -------------------------------- | ----------------- | ---------------------------------------------------------------------- | ------------------------ |
| Parafia Wąwolnica (św. Wojciech) | Wąwolnica         | Wanwelnycza                                                            | S.II.568 D.III.255       |
| Parafia Wąwolnica (św. Wojciech) | Bartłomiejowice   | Bartholomyeyowicze                                                     | D.II.568, D.III.248, 255 |
| Parafia Wąwolnica (św. Wojciech) | Bieliny           | Byelini                                                                | D.II.570, D.lll.256-257  |
| Parafia Wąwolnica (św. Wojciech) | Buchałowice       | Boguchwalowycze                                                        | D.II.569, D.III.244, 257 |
| Parafia Wąwolnica (św. Wojciech) | Bronice           | Bronycze                                                               | D.II.569, D.III.257      |
| Parafia Wąwolnica (św. Wojciech) | Celejów           | Czeleyow                                                               | D.II.569, D.III.249      |
| Parafia Wąwolnica (św. Wojciech) | Charz             | Charz                                                                  | D.II.568, D.lll.255-256  |
| Parafia Wąwolnica (św. Wojciech) | Drzewce           | Drzewcza                                                               | D.II.569, D.III.257      |
| Parafia Wąwolnica (św. Wojciech) | Karmanowice       | Carmanowice                                                            | D.II.568, D.III.249, 256 |
| Parafia Wąwolnica (św. Wojciech) | Kębło             | Kamblo, Kambel                                                         | K.98                     |
| Parafia Wąwolnica (św. Wojciech) | Kowala            | Lucassy Kowale                                                         | D.II.569, D.III.253      |
| Parafia Wąwolnica (św. Wojciech) | Kraczewice        | Pancraczowice                                                          | D.II.569, D.III.256      |
| Parafia Wąwolnica (św. Wojciech) | Łopatki           | Oppathowicze, Oppathkow, Opathki, Oppathky prope oppidum Wyanwyelnicza | K. 165-166               |
| Parafia Wąwolnica (św. Wojciech) | Niebrzegów        | Nyebrzegow                                                             | D.II.569,D.III.257       |
| Parafia Wąwolnica (św. Wojciech) | Niezabitów        | Nyezabithow                                                            | D.II.569, D.III.256      |
| Parafia Wąwolnica (św. Wojciech) | Piotrowice        | Pyotrowycze                                                            | D.II.570, D.III.257      |
| Parafia Wąwolnica (św. Wojciech) | Rąblów            | Wramblow                                                               | D.II.569, D.III.256      |
| Parafia Wąwolnica (św. Wojciech) | Rogalów           | Rogalow                                                                | D.II.568                 |
| Parafia Wąwolnica (św. Wojciech) | Wolica            | Cowalska Vola, Cowalolska                                              | K.269-270, D.III.248     |
| Parafia Wąwolnica (św. Wojciech) | Zawada            | Zawada                                                                 | D.II.568, D.lll.255-256  |
| Parafia Wąwolnica (św. Wojciech) | Zgórzyńskie       | Dzewcza Gora                                                           | D.II.570, D.III.269      |